# Mepiprazol
Mepiprazol es un fármaco hipnótico y ansiolítico de la estructura química de las fenilpiperazinas, que se utilizó en Europa y España para el tratamiento de la neurosis ansiosa. Actúa como antagonista de los receptores 5-HT2A y α1-adrenérgico, y también ha mostrado inhibir la recaptación e inducir la liberación de serotonina, dopamina y noradrenalina en rango variable.
Ensayos clínicos controlados de mepiprazol en pacientes con síndrome del intestino irritable sugirió algunos beneficios del fármaco en aliviar los síntomas en algunos pacientes. De modo parecido a otras fenilpiperazinas como la trazodona, nefazodona, etoperidona y mepiprazol produce mCPP como metabolito activo.